# Victor McLaglen
Victor Everleigh McLaglen, född 10 december 1886 i Tunbridge Wells, Kent, död 7 november 1959 i Newport Beach, Kalifornien, var en brittisk-amerikansk skådespelare.
Han föddes i Storbritannien, där hans far var biskop, och flyttade som barn med familjen till Sydafrika. Han lämnade hemmet som fjortonåring för att ta värvning i armén där han stred i andra boerkriget. Fyra år senare flyttade han till Kanada. Där gjorde han en karriär som boxare innan första världskriget bröt ut. Efter det började McLaglen att spela i brittiska stumfilmer.
År 1920 tog karriären fart då han flyttade till Hollywood. Han blev en populär skådespelare som ofta fick roller att spela fyllon. Höjdpunkten av karriären kom då han vann en Oscar för bästa manlige huvudroll för sin roll som Gypo Nolan i Angivaren (1935).
Victor McLagen är också far till den amerikanska regissören Andrew V. McLaglen.

## Filmografi (i urval)
- 1952 - Hans vilda fru
- 1950 - Rio Grande
- 1949 - Larm över prärien
- 1948 - Fort Apache
- 1939 - Gunga Din - lansiärernas hjälte
- 1935 - Angivaren
- 1931 – The Stolen Jools
- 1931 – Dishonored
- 1926 – Rivalerna